# Кровохлёбка малая
Кровохлёбка малая, или Овечья трава (лат. Sanguisorba minor) — многолетнее травянистое растение, вид рода Кровохлёбка (Sanguisorba) семейства Розовые (Rosaceae). Некоторые исследователи относят таксон к роду  Черноголовник (Poterium), и рассматривают его как вид черноголовник кровохлёбковый (лат. Poterium sanguisorba) или как его подвид Poterium sanguisorba subsp. sanguisorba.

## Название
Латинское название рода Sanguisorba образовано от корней лат. sanguis — кровь и sorbeo — абсорбировать, поглощать, впитывать, отражая использование растения в традиционной европейской и азиатской медицине как средства против внутренних и наружных кровотечений, возникшее на основе средневекового учения о сигнатурах по кроваво-красной расцветке некоторых видов. Русскоязычное название является калькой с латинского, образно отражая те же свойства растения.
Видовой эпитет лат. minor означает маленький, малый, меньший и отражает существенно меньшие размеры растений по сравнению с другими видами рода Кровохлёбка. В русском языке используется смысловой перевод термина.

## Ботаническое описание
Многолетнее травянистое вечнозеленое растение (25)30-50(60) см высотой. Период жизни отдельных экземпляров может достигать 20 лет, хотя типичный срок составляет 7-12 лет. Цветение и плодоношение начинается со второго года развития.
Корневище короткое, мощное, деревенеющее, сильно разветвленное с длинными прочными корнями длиной 25-40 см.
Стебли прямостоящие или приподнимающиеся, реже распростертые, цилиндрические или угловатые, в верхней части вильчато-ветвистые, в нижней части покрыты оттопыренными волосками, в остальной — голые.
Листья непарноперистосложные, прикорневые и нижние стеблевые 5-15 см длиной с 5-25(35) листочками по 1 — 1,5 см на коротких черешочках. Форма округлая, яйцевидная, реже вытянутая, при основании сердцевидная или притупленная, край городчатый или пильчатый с 3-9 зубцами с каждой стороны, голые, светло-зеленые. Стеблевые листья мельче и с меньших числом листочков (у верхних обычно 5-9) длиной 0,7-2 см.
Соцветия на длинных ножках, плотные, шаровидные или эллиптические, до 2 см длиной. Цветки мелкие, зеленоватые (на солнце краснеющие). Нижние тычиночные, средние — обоеполые, верхние — большей частью пестичные. Цветоножки короткие с 1 ланцетным кроющим листом и яйцевидными прицветинками. Чашечки светло-желтые, позднее коричневеют, опадают после завязывания плодов, венчик отсутствует. В пыльниковых цветках (10)20-30 тычинок, у обоеполых — меньше. Нектарники отсутствуют.
Плоды 1-3 мм длиной, четырехгранно-яйцевидные, мелко сетчато-ямчатые или почти гладкие, желтовато-серые.
Хромосомное число 2n = 28, 56.

## Распространение и экология
Природный ареал охватывает Скандинавию, Среднюю и Восточную Европу, Западную Азию и Cеверную Африку. Как заносное встречается в Северной и Южной Америке, Австралии и Новой Зеландии.
На территории России встречается в южных регионах Европейской части (как заносное по всей Средней России), в Западной Сибири и на Кавказе.
Предпочитает открытые сухие места, луга, каменистые россыпи, насыпи, обочины дорог и полей, посевы, поля. Не переносит плохо дренированные, заливные и участки с высоким уровнем грунтовых вод. Хорошо растет на бедных слабокислых и слабощелочных почвах, предпочитает известковые (выходы известняка и мела) или кремниевые грунты, выдерживает защелачивание до pH 8.0 Реже встречается на песчаных и глинистых почвах. Использование азотных и фосфорных удобрений уменьшает количество растений на единицу площади по сравнению с аналогичными неудобренными участками. Устойчива к засухе и холоду, требует достаточного количества осадков — оптимум более 457 мм/год, критичный минимальный уровень — 305 мм/год, в условиях пустынных и полупустынных регионов стабильные популяции обычно не образует. Преимущественно растет на открытых солнечных участках, хотя переносит легкое затенение.
Растение ветроопыляемое, по другим данным опыляется пчелами, собирающими обильную пыльцу, хотя нектар в цветках отсутствует. В редких случаях наблюдается апомиксис — вызревание полноценных семян без опыления. Размножается семенами, разносимыми ветром, водой, животными (оставшиеся несъеденными запасы грызунов в норах), а также прикорневыми побегами и может формировать растения из частей корневища. Травоядные животные (копытные, зайцеобразные, зерноядные грызуны и кузнечики) в некоторые годы могут полностью поедать семена кровохлёбки малой, не оставляя их для размножения растений. Для поддержания популяции необходимо вызревание достаточного количества семян раз в 3-4 года. В почве семена могут сохранять всхожесть до 30 лет. При искусственном хранении также было показано сохранение высокой всхожести — 88 % после 15 лет и 83 % после 25 лет хранения при 90-95 % всхожести у свежих семян.

## Охранный статус
Вид включен в
- красную книгу Ленинградской области со статусом 2 (V) — уязвимый вид[10].
- красную книгу Курской области со статусом 2 (V) — уязвимый вид[11].

## Хозяйственное значение и использование
В некоторых странах Европы используется в пищу для приготовления супов, салатов и т. п., выращивается как овощное растение. Молодые листья имеют огуречный вкус, а тривиальное название растения на английском языке — salad burnet (салатная кровохлёбка). В России надземная часть используется как суррогат чая, пряность.
В российской официальной медицине не применяется. Народная медицина рекомендует при злокачественных новообразованиях, туберкулезе легких; отвар корневищ — при поносах, дизентерии, энтероколитах. Современные научные исследования показали некоторые положительные эффекты экстракта кровохлёбки малой в лабораторных условиях — противовирусную активность в отношении ВИЧ, уменьшение уровня сахара в крови, защитные свойства при формировании язвы желудка, противогрибковые свойства.
Пастбищное кормовое растение с отличными питательными качествами, особо ценное для кормления овец. Отмечено повышенное содержание белков (17,4 %) и каротина в сочетании с высокой усвояемостью (уступая лишь люцерне посевной). В Северной Америке интродуцирована как пастбищное растение, а также для восстановления почв с учетом того, что вид не является инвазивным, встречаясь в природе лишь небольшими популяциями на близком расстоянии от мест культивирования.
Покровная культура для защиты почвы от эрозии и сорных видов, восстановления участков, пострадавших от лесных пожаров. Отмечено, что растительные остатки можжевельника оказывают сильное негативное влияние на образование популяций кровохлёбки малой (снижение на 25 % по сравнению с контролем), что препятствует ее использованию в соседстве с можжевеловыми лесами и зарослями.
Входит в кормовую базу диких животных — лосей, оленей, вилорогов, зайцев и кроликов, птиц, использующих в пищу зеленую массу и семена кровохлебки малой. Является убежищем для мелких птиц.
Выращивается в качестве декоративного садового растения, в том числе компактный сорт 'Little Angel' с белоокаймленными листьями.

## Классификация

### Таксономия
- Sanguisorba minor Scop., 1771, Fl. Carniol. , ed. 2, 1: 110

Вид Кровохлёбка малая относится к роду Кровохлёбка (Sanguisorba) семейства Розовые (Rosaceae) порядка Розоцветные (Rosales), последовательно входящего в более крупные клады Фабиды → Розиды → Суперрозиды → Эвдикоты → Цветковые растения. Таксономическая схема в соответствии с Системой APG IV по состоянию на июнь 2024 года:
|  |                          |  |                                   |                                   |                   |  | еще 8 семейств | еще 8 семейств |                       |  |                          |  | еще 37 подтвержденных видов и 34 вида, ожидающих подтверждения | еще 37 подтвержденных видов и 34 вида, ожидающих подтверждения |  |
|  |                          |  |                                   |                                   |                   |  | еще 8 семейств | еще 8 семейств |                       |  |                          |  | еще 37 подтвержденных видов и 34 вида, ожидающих подтверждения | еще 37 подтвержденных видов и 34 вида, ожидающих подтверждения |  |
|  |                          |  |                                   | порядок Розоцветные               |                   |  |                |                | род Кровохлёбка       |  |                          |  |                                                                |                                                                |  |
|  |                          |  |                                   | порядок Розоцветные               |                   |  |                |                | род Кровохлёбка       |  | 7 внутривидовых таксонов |  |                                                                |                                                                |  |
|  | клада Цветковые растения |  |                                   |                                   | семейство Розовые |  |                |                | вид Кровохлёбка малая |  |                          |  |                                                                |                                                                |  |
|  | клада Цветковые растения |  |                                   |                                   |                   |  |                |                |                       |  |                          |  |                                                                |                                                                |  |
|  |                          |  | ещё 63 порядка цветковых растений | ещё 63 порядка цветковых растений |                   |  |                | еще 116 родов  | еще 116 родов         |  |                          |  |                                                                |                                                                |  |
|  |                          |  |                                   | ещё 63 порядка цветковых растений |                   |  |                |                | еще 116 родов         |  |                          |  |                                                                |                                                                |  |

### Внутривидовые таксоны
- Sanguisorba minor subsp. balearica (Bourg. ex Nyman) Muñoz Garm. & C.Navarro
- Sanguisorba minor subsp. ertugrulii Yıld.
- Sanguisorba minor subsp. kucukodukii Yıld.
- Sanguisorba minor subsp. lasiocarpa (Boiss. & Hausskn.) Nordborg
- Sanguisorba minor subsp. minor
- Sanguisorba minor subsp. verrucosa (Ehrenb. ex Decne.) Holmboe
- Sanguisorba minor subsp. vestita (Pomel) Мэр, Рене/Maire

### Синонимы
- Pimpinella minor (Scop.) Lam.
- Poterium minus (Scop.) Gray
- Poterium sanguisorba L.
- Poterium sanguisorba subsp. dictyocarpum Spach ex Rouy
- Poterium sanguisorba subsp. sanguisorba
- Poterium sanguisorba var. dictyocarpum Spach ex Coss. & Germ.
- Poterium sanguisorba var. glaucescens (Rchb.) Lej. & Courtois
- Sanguisorba dictiocarpa (Spach) Franch.
- Sanguisorba dictyocarpa (Spach) Franch.
- Sanguisorba minor subsp. dictyocarpa (Spach) Briq.
- Sanguisorba minor subsp. dictyocarpa (Spach) Gams
- Sanguisorba minor subsp. dictyocarpa (Spach ex Rouy) Cout.
- Sanguisorba minor subsp. euminor Nyár.
- Sanguisorba poterium [ Weber. ]